# Sułów Wielki
Sułów Wielki (niem. Groß Saul) – wieś w Polsce położona w województwie dolnośląskim, w powiecie górowskim, w gminie Wąsosz.

## Podział administracyjny
Wieś śląska. W latach 1973–1976 w gminie Czernina, a 1976–1981 w gminie Bojanowo.
W latach 1975–1998 miejscowość administracyjnie należała do województwa leszczyńskiego.

## Zabytki
Do wojewódzkiego rejestru zabytków wpisany jest obiekt:
- kościół św. Piotra i Pawła i siedziba parafii rzymskokatolickiej, należącej do dekanatu Góra wschód, archidiecezji wrocławskiej. Kościół wzniesiony w 1617 roku jest cennym zabytkiem architektury; dobrze zachowany, jest to bielony budynek zbudowany na bazie krzyża greckiego z drewnianych kratownic z kwadratową wieżą od strony zachodniej, krytą, jak i cały dach, drewnianym gontem. Kościół został wpisany do rejestru zabytków 30.06.1961 pod numerem A/1106/898.